# راین دان
راین دان (انگلیسی: Ryan Dunn؛ ۱۱ ژوئن ۱۹۷۷ – ۲۰ ژوئن ۲۰۱۱) یک هنرپیشه اهل ایالات متحده آمریکا بود. وی بین سال‌های ۱۹۹۷ تا ۲۰۱۱ میلادی فعالیت می‌کرد.
از فیلم‌های معروف او می‌توان به بازی در بلندپروازی بلوند اشاره کرد.

## درگذشت
رایان دان ستاره مجموعه تلویزیونی Jackass و بدلکار سینمایی در سن ۳۴ سالگی درگذشت.
ساعت سه صبح، وقتی دان در راه منزلش در شهرک گاشن غربی در ایالت پنسیلوانیا و به همراه یکی از همکارانش در جک‌اس ۲ بود، خودروی پورشه ۹۱۱ جی‌تی۳ آنها با رد شدن از گاردریل جاده، با درختی برخورد کرد و قبل‌ازاینکه فرصتی برای خارج‌شدن داشته باشند، آتش گرفت. جسد دان به‌قدری بد سوخته بود که تنها با استفاده از خالکوبی‌های بجای‌مانده، امکان تشخیص هویتش وجود داشت. بنا به گزارشهای پلیس، سرعت زیاد و مستی، دلیل اصلی تصادف عنوان شد. این نخستین‌بار نبود که او در رانندگی دچار مشکل می‌شد و یک‌بار هم در سال ۲۰۰۵ تصادف خطرناکی داشت که منجر به مجروح‌شدنش از ناحیه پا شد‌ه‌بود.
جانی ناکسویل همکار دان در سریال‌های تلویزیونی، از مرگ دوستش به شدت ابراز ناراحتی کرد و در توییتر نوشت: «امروز من برادرم رایان دان را از دست دادم. شاید او را حتی بیشتر از برادر واقعی‌ام دوست داشتم. روحت شاد رایان. همیشه دوستت دارم.»